# River Douce (Roseau)
River Douce ist ein Fluss im Parish Saint George von Dominica.

## Geographie
Der River Douce entspringt mit mehreren Quellbächen am Westhang des Morne Anglais und bei Giraudel (Bully Estate).Die Quellbäche verlaufen weitgehend parallel nach Norden und auch parallel zu den Quellbächen des River Claire (Roseau) und entspringen aus denselben Grundwasserleitern wie die westlich benachbarten Ravine Edwin und Canari River.
Die Bäche vereinigen sich in Eggleston und wenden sich von dort stärker nach Westen. Bei Reigate bilden sie das Roseau Reservoir und münden bei St. Aromant Estate (Silverlake) von rechts und Osten in den Roseau River.